# Adeonella falcicula
Adeonella falcicula is een mosdiertjessoort uit de familie van de Adeonidae. De wetenschappelijke naam van de soort is voor het eerst geldig gepubliceerd in 1981 door Hayward.